# Roman Brady
Roman Brady is een personage uit de soapserie Days of our Lives. De rol werd door Wayne Northrop gespeeld van 1981 tot 1984. In 1986 keerde Roman terug, nu gespeeld door Drake Hogestyn. Roman's eerste vrouw Marlena, die in 1987 om het leven kwam in een vliegtuigcrash werd in 1991 teruggehaald naar de serie maar actrice Deidre Hall stelde wel één voorwaarde om terug te keren en dat was als ook Wayne Northrop terugkwam. Gezien de populariteit van acteur Drake Hogestyn werd niet besloten om hem te ontslaan en Northrop terug aan te nemen maar werd er een verhaallijn aan gegeven dat er een valse Roman naar Salem werd gestuurd. Hogestyn vertolkte van dan af aan de rol van John Black. In 1994 hield Northrop de rol opnieuw voor bekeken en verliet de serie al zou hij nog één keer terugkeren van 2005 tot 2006 maar dan in een andere rol. In 1997 werd de rol gerecast door Josh Taylor, die van 1977 tot 1987 ook al de rol van Chris Kositchek gespeeld had, en hij speelt de rol van Roman Brady nog steeds, al is hij niet zo prominent aanwezig als Northrop of Hogestyn vroeger waren.

## Personagebeschrijving

### 1982-1984
Roman is de oudste zoon van Shawn en Caroline Brady. Hij heeft een broer, Bo en twee zussen Kayla en Kimberly. Max Brady en Frankie Brady zijn z'n geadopteerde broers.
Roman kwam in 1982 naar Salem om Marlena Evans te beschermen van de wurger van Salem (Jake Kositchek). Marlena en Roman werden verliefd, maar ze ontkenden dat aanvankelijk. Uiteindelijk verloofden ze zich. Toen ze zouden trouwen, dook Romans dood gewaande vrouw Anna Fredericks op. Roman dacht dat Anna was omgekomen bij een bootaccident. Anna had het echter overleefd en was op dat moment vier maanden zwanger van hun dochter Carrie Brady, waarvan Roman het bestaan niet afwist. Roman had tegen Marlena ook niet verteld dat hij voorheen al getrouwd geweest was. De wurger van Salem zat inmiddels achter Marlena aan en Stefano DiMera en zijn neef André DiMera wilden Roman voor de moorden laten opdraaien en André droeg een masker waardoor hij exact op Roman leek. Hij dacht dat hij Marlena wurgde, maar in feite wurgde hij haar tweelingzus Samantha Evans. Roman belandde in de gevangenis maar werd uiteindelijk vrijgesproken van de moorden. Daarna trouwde hij met Marlena. Zij werd zwanger en kreeg een tweeling: Eric en Sami. Na een gevecht met Stefano in 1984 viel Roman van een klif en werd dood gewaand.

### Roman II
Ongeveer twee jaar na de dood van Roman kwam John Black naar Salem. Hij was gewond en had een verband om en leed aan geheugenverlies. Na enkele onderzoeken kwam Marlena erachter dat dit Roman was en John leefde de volgende vijf jaar als Roman in Salem. In 1987 kwam Marlena om bij een vliegtuigcrash en Roman voedde Sami, Eric en Carrie verder op.

### De terugkeer van Roman
In 1991 keerde Marlena terug naar Salem, ze had vier jaar in coma gelegen op een eiland. Roman was inmiddels getrouwd met Isabella Toscano. Toen ze teruggingen naar het eiland ontdekten ze de echte Roman die al jaren werd vastgehouden door Stefano DiMera. Roman was gechoqueerd toen hij hoorde dat zijn hele familie geloofde dat Roman II de echte Roman was. Roman II nam de naam John Black aan. Roman keerde terug naar zijn huwelijk met Marlena, terwijl John bij Isabella bleef. Isabella overleed in 1992 aan pancreaskanker. Marlena had ook gevoelens voor John omdat ze met hem ongeveer even lang getrouwd was geweest als met de echte Roman en ze kregen een verhouding. Marlena werd zwanger en beviel van haar dochter Belle. Roman dacht dat hij de vader was, maar toen aan het licht kwam dat het kind van John was was hij er zo kapot van dat hij Salem verliet in 1994. Later kwam het bericht dat Roman overleden was op een speciale missie voor de ISA.

### Roman's tweede terugkeer
John en Marlena wilden trouwen in juli 1997 maar hier staken Kristen Blake en Stefano een stokje voor. Terwijl Marlena zich aan het klaarmaken was daagde Kristen op met een verrassing. Ze kwam binnen met een rolstoel waarin Roman zat. Via Shane Donovan kwamen John en Marlena aan de weet dat hij aan een dodelijk virus leed en het bericht verspreid had dat hij overleden was omdat hij niet wou dat zijn familie hem zag lijden. Kristen overtuigde John en Marlena dat het meest comfortabele voor Roman was om bij haar te komen wonen. Roman, die niet in het ziekenhuis wilde blijven, ging in op haar aanbod. Ze zorgde al meteen voor problemen door te zeggen dat zij met John getrouwd was en dat Marlena geen andere man meer gehad had sinds Roman Salem verlaten had.
Stefano liet zich vrijwillig gevangennemen en vertelde aan John dat hij een geneesmiddel had voor Roman. Met de hulp van Lexie en Abe kon Stefano ontsnappen. John ging met Stefano naar de luchthaven waar Kristen ook was, ze overtuigde John en Stefano om mee te gaan. Marlena wilde ook mee, maar John zei dat ze in Salem moest blijven omdat het een val kon zijn. Hope wilde Kristen in de gaten houden en verstopte zich op het vliegtuig. Toen John Hope ontdekte was Stefano furieus en hij wilde haar terugbrengen naar Salem, maar dat ging niet omdat ze dan zeker gevangengenomen zouden worden. John, Hope, Stefano en Kristen reisden naar een groot huis in de jungle waar ze voorgesteld werden aan dokter Rolf, die aan het tegengif voor Roman aan het werken was. Toen dokter Rolf eindelijk het tegengif klaar had, viel het flesje kapot.
De enige manier om nog een ander tegengif te maken, was dat iemand zich in de jungle waagde om daar een speciale orchidee te zoeken. John en Hope gingen vrijwillig de jungle in. Ze vonden de orchidee en John stak die in zijn rugzak, maar dan werden ze aangevallen door indianen. John viel van een klif en werd dood gewaand. Hope vond de rugzak terug, maar de orchidee was verdwenen, er waren enkel nog wat zaadjes over. Rolf slaagde erin om hier een tegengif mee te maken. Toen ze naar Salem wilden terugkeren dook John weer op, vergiftigd door een indianenpijl. Rolf genas John en ze gingen allen naar Salem. Op de terugweg stortte het vliegtuig neer boven de Bermudadriehoek. Ze overleefden de ramp en keerden terug naar Salem met het tegengif. Ze kwamen net op tijd in het ziekenhuis waar Marlena op het punt stond met Roman te trouwen omdat hij stervende was en dat zijn laatste wens was. Roman kreeg het tegengif toegediend en Stefano kreeg gratie voor al zijn misdaden. Het tegengif werkte echter niet volledig. Stefano wist dat dit kon gebeuren en zei dat de enige manier om Roman te redden was dat hij bloed moest geven en dat met mengen met een ander middeltje. Hij wist dit omdat hij ook ooit aan de ziekte geleden had. Stefano had echter een voorwaarde, hij wilde dit enkel doen als Marlena hem zou vergeven en met hem bevriend zou worden. Hij wilde een gerespecteerd burger van Salem worden. Marlena ging met enig aarzelen akkoord. Roman kreeg een tweede tegengif toegediend en genas deze keer.
Roman nam er vrede mee dat John en Marlena voor elkaar gekozen hadden en probeerde verder te gaan met zijn leven. Op een korte romance met Billie Reed na gebeurde er weinig in het liefdesleven van Roman en was hij meestal te zien als politieman die bezig was zaken op te lossen. Toen zijn dochter Sami beschuldigd werd van de moord op Franco Kelly zat hij Kate Roberts en haar zoon Lucas dicht op de hielen om hen de moord te doen bekennen. Uiteindelijk werd Roman verliefd op Kate. Kate had vroeger als hoer gewerkt voor Stefano en Abe Carver ontdekte dit en wilde dit aan Roman vertellen. Kate maakte ruzie met Abe, die dezelfde dag nog vermoord werd. Er waren zeven verdachten, waaronder Kate. Ook bij de volgende moorden op Jack Deveraux en Maggie Horton had Kate geen alibi en bleef ze verdacht, wat haar relatie met Roman verzuurde. Dan kwam aan het licht dat Rex en Cassie DiMera niet de kinderen van Marlena en Tony waren, maar die van Roman en Kate. Tijdens de vier jaar dat Marlena in coma had gelegen was ze draagmoeder voor Rex en Cassie, waarvan men dacht dat ze van Tony en Marlena waren. Stefano had een eicel van Kate bij Marlena ingeplant en deze bevrucht met zaadcellen van Roman, die op dat moment ook gevangen werd gehouden door Stefano. Enkele dagen later werd Cassie vermoord door de seriemoordenaar, het vorige slachtoffer was Roman's moeder Caroline en Roman zelf zou het volgende slachtoffer zijn begin 2004 tijdens zijn bruiloft met Kate.
Toen Tony DiMera vermoord werd, kwam aan het licht wie de seriemoordenaar was: Marlena. Nadat Marlena zelf levend begraven werd, ontwaakte ze op het eiland Melaswen (New Salem) en zat daar langs haar laatste slachtoffer Alice Horton. Het bleek dat niemand vermoord was en dat alles een ziek plan was van Tony. Roman en Marlena werden samen vastgehouden in het kasteel van Tony en hij kwelde hen door videobeelden te laten zien van John en Kate die troost zochten bij elkaar en zich zelfs verloofden. Roman en Marlena zochten troost bij elkaar en bedreven de liefde. Kort daarna kon Jack hen bevrijden en ontsnapten ze uit het kasteel en werden ze gered. Marlena en Roman besloten om niets tegen John en Kate te zeggen over hun escapade. Marlena voelde zich er niet goed bij om tegen John te liegen maar ging akkoord. Marlena ontdekte dat ze zwanger was van Roman. Toen ze dit opbiechtte was John razend en hij begon te vechten met Roman waardoor Marlena van de trap viel en een miskraam kreeg.